# 巴西民主運動
巴西民主運動（葡萄牙語：Movimento Democrático Brasileiro，缩写为MDB），1981年－2017年名為巴西民主運動黨（Partido do Movimento Democrático Brasileiro，缩写为PMDB），巴西主要政黨，於1965年12月4日成立。

## 歷史
在軍事獨裁時期，巴西民主運動是當時巴西境內僅有的兩個政黨之一（另一個是時為執政黨國家革新聯盟，由軍政府掌控及執政），國家革新聯盟是軍政府控制的執政黨，因此民主運動黨實際上是軍政府唯一容許存在的反對黨。
1979年有限度開放黨禁以後，巴西民主運動規模開始擴大。1981年6月30日改組成為巴西民主運動黨。1985年結束軍政府，首度執政。
2018年大選前為巴西國會第一大黨，領導中間偏右的執政聯盟。